# Расчёт (фильм)
«Расчёт» (англ. The Clearing) — драматический фильм-триллер 2004 года, ставший режиссёрским дебютом сценариста Петера Яна Брюгге с участием таких знаменитых актёров, как Роберт Редфорд, Хелен Миррен и Уиллем Дефо. Сценарий был написан писателем Джастином Хайте на основе реальной истории похищения и убийства Джеррита Яна Хеийна, произошедшего 9 сентября 1987 года в Нидерландах.

## Сюжет
Уэйн (Роберт Редфорд) и Эйлин Хэйес (Хелен Миррен) живут по канонам американской мечты: дом с бассейном в пригороде Питтсбурга, двое детей Тим (Алессандро Нивола) и Джилл (Мелисса Сейджмиллер), и успешный бизнес, построенный ими с нуля. Они ждут наступления счастливой старости. Однако всё меняется, когда Уэйна средь бела дня похищает его бывший сотрудник Арнольд Мэк (Уиллем Дефо), живущий с вечно недовольной женой в доме её отца. В то время как Уэйн пытается разговорить похитителя и узнать что он собой представляет, Эйлин обращается в ФБР для того, чтобы попытаться добиться освобождения мужа. В ходе расследования, агент Рэй Фуллер (Мэтт Крэйвен) сообщает Эйлин, что Уэйн продолжал встречаться с любовницей Луиз Миллер (Венди Крюсон), несмотря на ранее данное обещание.
После некоторых переговоров с похитителем, Эйлин поручается принести выкуп в алмазах и долларах, но Арнольд обманывает её и берет деньги без возвращения мужа. Как позже выясняется, Арнольд убил Уэйна в день похищения. Испытание для Эйлин происходит в течение недели, но фильм так смонтирован, как будто всё происходит в один и тот же день.
В конце концов Арнольда поймали, когда он начал тратить выкуп в магазине, рядом с которым он живёт. Менеджер магазина проверяя серийный номер 100-долларовых банкнот, замечает совпадение с данными из ФБР, и сообщает агентам о их владельце. В конце фильма, Эйлин получает записку со словами любви, написанную Уэйном до своей смерти и отосланную Арнольдом за несколько часов до ареста.

## В ролях
| Актёр               | Роль             |
| ------------------- | ---------------- |
| Роберт Редфорд      | Уэйн Хэйес       |
| Хелен Миррен        | Эйлин Хэйес      |
| Уиллем Дефо         | Арнольд Мэк      |
| Алессандро Нивола   | Тим Хэйес        |
| Мелисса Сейджмиллер | Джилл Хэйес      |
| Мэтт Крэйвен        | агент Рэй Фуллер |
| Венди Крюсон        | Луиз Миллер      |
| Ларри Пайн          | Том Финч         |
| Скаруид, Дайана     | Ева Финч         |

## Критика
Кинокритик Роджер Эберт отметил, что «„Расчёт“ не чувствует себя связанным обычными формулами фильма о преступности. Что происходит в конечном итоге, является следствием личностей персонажей, а не требований голливудских окончаний. Чувствуя, что мы поглощаемся в историю, зная то, что происходит на этом пути решит то, что произойдет в конце». Обозреватель «Rolling Stone» Питер Трэверс заметил, что «удовольствие от этого начинания, сделанного с острым глазом Питера Яна Брюгге в отношении деталей, приходит от того, что актеры доводят материал. Дефо добавляет к сведению уязвимость, угрозы и делание выгод на торговле. И Миррен, могущая сделать больше с первого взгляда, чем большинство актрис может сделать со страницами диалогов, разъедает портрет любящей жены реакцией на сексуальное предательство. Большой новостью является Редфорд, дающий представление о тихом, спокойном, увлёкшимся прелюбодеянием муже, вынужденным рассмотреть свою жизнь и свои чувства во время того, как похититель тащит его через леса к тайнику, который кажется навсегда останется вне досягаемости. Таковы психологические подкрепления, ставящие „Расчёт“ на твердую землю».
Тай Бёрр из «Boston Globe» сказал, что «осторожно снятый, медленно развивающийся, ищущий глубокую мотивацию в каждом взгляде и комментарии, „Расчёт“ не приносит эмоционального золота, чтобы оправдать копание». Дэйв Кер из «New York Times» отметил, что режиссёр «пренебрегает драматическими обязанностями», однако, ему «возможно, удалось избежать вульгарной мелодрамы, но он создал нечто гораздо худшее — бескровную мелодраму, с бутилированной проточной водой в своих жилах». В обзоре для «Australian Broadcasting Corporation», Маргарет Померанц сказала, что это «не фильм, кричащий напряженностью, он имеет ингредиенты для триллера, но больше озабочен текстурой отношений», а его авторы «создали интригующий фильм, удовлетворяющий и расстраивающий в равной мере. Они сделали его стоящим просмотра», а Дэвид Страттон тоже заметил, что фильм «принял все ингредиенты голливудского триллера — от похищения и такого рода вещи, как прелюбодеяние», который «стоит посмотреть», но после этого остаётся «странное впечатление». Роб Мэкки из «The Guardian» сказал, что режиссёр сделал этот фильм «хладнокровно реалистичным» в своём показе ужасных событий.

## Саундтрек
Официальный саундтрек к фильму был сочинён композитором Крэйгом Армстронгом:
| №   | Название                                       | Длительность |
| --- | ---------------------------------------------- | ------------ |
| 1.  | «The Clearing Main Theme (Solo Violin)»        | 1:19         |
| 2.  | «Arnold Gets Dressed»                          | 1:21         |
| 3.  | «Arnold On His Way»                            | 1:48         |
| 4.  | «Wayne, Please Don't Be Late»                  | 0:59         |
| 5.  | «Arnold Kidnaps Wayne»                         | 1:26         |
| 6.  | «The Clearing Main Theme (Solo Piano)»         | 2:44         |
| 7.  | «The Journey Into The Forest»                  | 2:09         |
| 8.  | «A Cigarette Break»                            | 1:50         |
| 9.  | «Do You Know Louise Miller?»                   | 1:33         |
| 10. | «Have Always Had That Mustache»                | 2:23         |
| 11. | «I Love My Wife»                               | 2:34         |
| 12. | «Tim Yells At Fuller»                          | 2:21         |
| 13. | «Wayne's Cell Phone Rings»                     | 1:34         |
| 14. | «I Love Him And She Admires Him»               | 1:28         |
| 15. | «At The Stream»                                | 5:45         |
| 16. | «It's Blood»                                   | 1:48         |
| 17. | «Wayne Makes A Run For It»                     | 2:08         |
| 18. | «She's On The Move»                            | 2:54         |
| 19. | «Stop Here Please»                             | 0:52         |
| 20. | «You Need A Sign Of Life»                      | 5:38         |
| 21. | «Don't Forget The Trash»                       | 1:43         |
| 22. | «The Interrogation»                            | 1:45         |
| 23. | «Wayne's Murder»                               | 0:45         |
| 24. | «I Have Everything I Need»                     | 3:12         |
| 25. | «The Clearing Main Theme (Orchestral Version)» | 3:05         |